# Botella de buceo

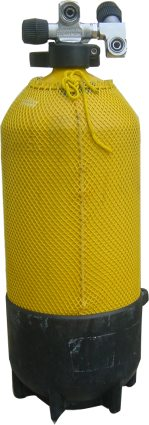
Blog de 12 litros corto

Una botella de buceo, o botella de aire comprimido, es un depósito cilíndrico, normalmente metálico, que se usa para almacenar aire u otra mezcla de gases para poder respirar bajo el agua.
Se puede construir de varias aleaciones metálicas como acero al carbono, aluminio, hierro, etc. Normalmente todas las botellas tienen una capacidad típica, marcada en litros, y una presión máxima de trabajo, indicada en atmósferas.
Tanto su construcción como su uso deben cumplir unas estrictas normas de seguridad, y su utilización en el buceo está reservada sólo a personas que han aprobado un examen después de haber seguido el correspondiente curso de buceo.

## Historia
La botella de buceo fue inventada en 1839 por James Elliot y Alexander McAvity, de St. John, en Nuevo Brunswick (Canadá).

## Aire respirable[3]

Regulador con conexión DIN y yoke-botella.

Conexión de botella yoke después ISO 12209-3 en la vista en sección.

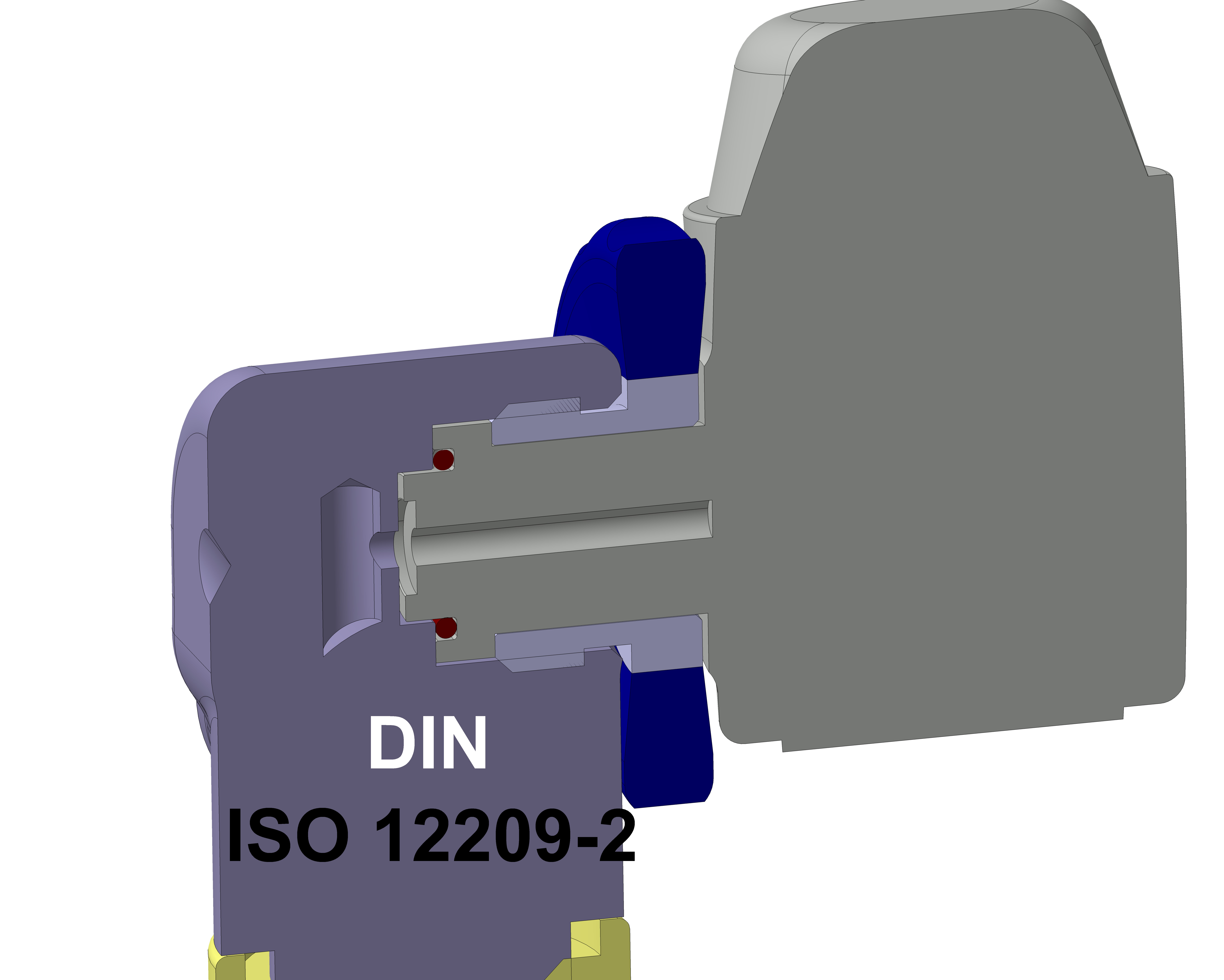
Conexión de botella DIN después ISO 12209-2 en la vista en sección.

Habitualmente las botellas de buceo se rellenan con aire comprimido. Este aire comprimido debe ser respirable, es decir estar tratado para que pueda ser usado para respiración humana.
Dependiendo del uso de las botellas, pueden ir cargadas con aire a una presión entre 200 y 300 bar. Los equipos que son usados para cargar las botellas de buceo deben estar pensados para este trabajo, y contar con filtros adecuados, debido a que los compresores pueden aspirar contaminantes peligrosos para el buzo (típico caso de compresores con motor de combustión interna).
Para evitar estos problemas es necesario disponer de un sistema de tratamiento de aire comprimido adecuado, con filtros de partículas, eliminación de la humedad del aire (agua), aerosoles de aceite y eliminación de monóxido de carbono.